# Mauna Loa
Mauna Loa er en aktiv skjoldvulkan i staten Hawaii, USA, beliggende på the Big Island, og en af de fem vulkaner i staten. Vulkanens hawaiianske navn "Mauna Loa" betyder "langt bjerg".
Mauna Loa er Jordens største skjoldvulkan, med et anslået volumen på ca. 75.000 km³, selvom dens top er omkring 36 meter lavere end dens nabo, Mauna Kea. Lavaudbrud fra Mauna Loa er meget tyndtflydende, og det er årsagen til dens meget flade sider og ringe højde i forhold til volumen.
Vulkanen har sandsynligvis været aktiv i mindst 700.000 år og brød havoverfladen for måske 400.000 år siden, selvom de ældste daterede sten ikke er mere end 200.000 år gamle.
Vulkanens magma kommer fra et hotspot i Jordens kappe dybt under øen, og dette hotspot har dannet alle de hawaiianske øer over en periode på mange millioner år. Efterhånden vil stillehavspladens bevægelse flytte vulkanen væk fra hotspottet, og derfor vil vulkanen blive udslukt om en halv til en hel million år.
Den første, der vides at have besteget Mauna Loa, var naturhistorikeren Archibald Menzies, daværende løjtnant Joseph Baker og to andre.
Vha. et barometer udregnede Menzies vulkanens højde til 4134 meter, meget tæt på den korrekte højde på 4169 meter.
Mauna Loa gik i udbrud senest den 28. november 2022.  Før det var vulkanen i udbrud fra den 24. marts til 15. april 1984. Ingen nylige udbrud har kostet menneskeliv, men udbrud i 1926 og 1950 ødelagde landsbyer, og byen Hilo er delvis bygget på lavastrømme fra slutningen af 1800-tallet. Mauna Loa indgår i Decade Volcanoes-programmet, som arbejder for større viden om de farligste vulkaner i verden. Vulkanen er blevet intenst overvåget af Hawaiis vulkanobservatorium siden 1912. Målinger af atmosfæren foretages ved Mauna Loa-observatoriet, og målinger af Solen foretages ved Mauna Loa-solobservatoriet; begge observatorier ligger tæt på toppen af vulkanen. Toppen og den sydøstlige del af vulkanen indgår i en nationalpark, der også omfatter en separat vulkan, Kilauea.

## Opbygning
Mauna Loa er verdens største skjoldvulkan. Vulkanen er formet som et skjold, fordi dens lava er meget tyndtflydende (har lav viskositet), og derfor er dens skrænter ikke stejle. Udbrud er sjældent voldsomme, og den mest normale type udbrud er typisk hawaiiansk, med lavafontæner der forsyner lavastrømme. Ofte starter udbrud med, at der åbner sig en op til flere kilometer lang spalte med lavafontæner i hele dens længde, der danner et såkaldt "ildgardin". Efter nogle dage bliver aktiviteten normalt begrænset til en enkelt skorsten.
Udbrud finder typisk sted i tre regioner på vulkanen: ved toppen og i to små spaltezoner, der løber hhv. nordøst og sydvest for toppen. Omkring 38% af udbruddene i de sidste 200 år er sket ved toppen, 31% i den nordøstlige spaltezone og 25% i den sydvestlige spaltezone. De sidste 6% er sket i enkelte skorstene nordvest for toppen, væk fra spaltezonerne.
Toppens caldera hedder Mokuaweoweo, og er 3-5 kilometer i diameter. Calderaen dannedes sandsynligvis for 1.000-1.500 år siden, da et meget stort udbrud fra den nordøstlige spaltezone tømte magmakammeret under toppen, som derefter kollapsede.
Seismiske data kan bruges til at afsløre, hvor under vulkanen de magmakamre, der driver dens aktivitet, befinder sig. Visse typer seismiske bølger, kaldet S-bølger, kan ikke bevæge sig gennem flydende sten, så magmakamre kaster 'skygger' i seismiske data. Seismiske skygger har afsløret et magmakammer omkring 3 kilometer under toppen og mindre magmalegemer under spaltezonerne.
Passatvinde blæser fra øst til vest over Hawaii-øerne, og tilstedeværelsen af Mauna Loa påvirker i høj grad det lokale klima. I lave højder modtager den østlige side af vulkanen kraftig regn, og den dér beliggende by Hilo er den vådeste i USA. Regnen muliggør udbredt skovdrift. Den vestlige side har et meget tørrere klima.
I større højder aftager mængden af nedbør, og det er ofte skyfrit. Lave temperaturer gør, at nedbøren i de højder ofte falder som sne, og området omkring toppen beskrives som en periglacial region, hvor hyppige skift mellem frost og tø påvirker landskabet markant.

## Udbrudshistorie

### Oprindelse
Mauna Loa begyndte sandsynligvis at have udbrud for 700.000-1.000.000 år siden og har lige siden vokset støt. Som alle de hawaiianske øer stammer Mauna Loa fra et hotspot; en søjle af magma, der stiger op dybt fra Jordens kappe. Hotspottet ligger på en fast position, mens Stillehavspladen bevæger sig hen over det med en hastighed på ca. 10 cm om året. Den varme, opadstigende magma skaber vulkaner, og hver individuel vulkan er aktiv i nogle få millioner år, indtil pladens bevægelse har flyttet den væk fra hotspottets magmasøjle.
Hotspottet har eksisteret i mindst 80 millioner år, og en kæde af gamle vulkaner strækker sig næsten 6.000 kilometer væk fra hotspottet. I øjeblikket driver hotspottet aktiviteten ved fem vulkaner: Mauna Loa, Kilauea og Hualalai på Hawaiis hovedø, Haleakala på øen Maui, og Loihi, en undersøisk vulkan syd for Hawaiis hovedø der er den yngste af Hawaiis vulkaner. Mauna Loa er den største af dem alle, omend Kilauea i øjeblikket er den mest aktive af vulkanerne.

### Forhistoriske udbrud
Mauna Loas forhistoriske udbrud er blevet analyseret indgående ved at udføre kulstof 14-datering på fragmenter af trækul fundet under gamle lavastrømme. Vulkanens forhistoriske aktivitet er formentlig bedre kendt end for nogen anden vulkan. Undersøgelser har vist, at der foregår en cyklus, hvor vulkansk aktivitet ved toppen dominerer i flere århundreder, hvorefter aktiviteten skifter til spaltezonerne i flere århundreder, og derefter tilbage til toppen igen. To cyklusser er indtil videre blevet klarlagt, hver på 1.500-2.000 år. Denne cyklus er unik blandt de hawaiianske vulkaner.
Optegnelser viser, at Mauna Loa for 7.000 til 6.000 år siden var stort set inaktiv. Årsagen til dette ophold i aktiviteten kender ikke, og man kender ikke en tilsvarende hvileperiode hos nogen af de andre hawaiianske vulkaner, ud over dem der allerede er udslukte. For 11.000 til 8.000 år siden var aktiviteten til gengæld mere intens end i dag. Men Mauna Loas vækst er sandsynligvis begyndt at aftage i de seneste 100.000 år, og vulkanen er måske tæt på at afslutte sin basalt-skjolddannelse.

### Historiske udbrud
Selvom indfødte hawaiianere har bevidnet udbrud i mange århundreder, eksisterer der kun optegnelser over udbrud, der har fundet sted siden midten af 1800-tallet. Det første historiske udbrud fandt sted i 1843, og siden da er 33 udbrud dokumenteret. I alt har disse udbrud dækket over 800 km² af vulkanens sider med lavastrømme. Typisk har udbrud været korte, men intense, med 0,25-0,5 km3 lava udbrudt over nogle få uger. Et særlig stort udbrud fandt sted i 1935, og det var tilstrækkelig stort til, at dets lavastrømme truede byen Hilo. Fem bombefly fra to amerikanske eskadriller smed bomber foran lavaen for at lede den væk fra Hilo.
 Indtil 1950 forekom udbrud med ca. 3-4 års mellemrum, men siden da har perioden mellem udbrud været markant længere, med blot to udbrud i 1975 og 1984.
De to seneste udbrud er blevet studeret mere intenst end nogen tidligere udbrud. Udbruddet i 1975 varede kun to dage og fandt sted ved vulkanens top. Ved udbruddet i 1984 åbnedes sprækker mod nordvest og sydøst, fra toppen ned til 2.900 meters højde. Lavastrømme fra dette udbrud bevægede sig igen hurtigt med Hilo, men stoppede omkring 4 km fra forstæderne, da udbruddene stoppede efter tre uger.

### Nuværende aktivitet
Vulkanen var inaktiv efter udbruddet i 1984, men gik atter i udbrud i 2022. 
Seismisk aktivitet var minimal indtil 2002, hvor vulkanen pludselig begyndte at udvide sig, og calderaens vægge begyndte at bevæge sig væk fra hinanden med 5 cm om året. Man mener, dette er et tegn på, at magma er i gang med at fylde et reservoir omkring 5 km under toppen. Udvidelsen har været periodisk, somme tider langsommere og somme tider endda med pauser. Indtil videre er udvidelsen dog startet igen ved hver pause, og udbruddet i 2022 var forventet.
Udvidelsen frem til 2022 var ledsaget af stigende seismisk aktivitet. En række dybe jordskælv begyndte i juli 2004 og fortsatte året ud. Jordskælv blev opfanget ca. en gang i døgnet de første tre uger, hvorefter frekvensen over de følgende måneder støt steg til omkring 15 i døgnet ved slutningen af året. Derefter stoppede skælvene, og frekvensen af jordskælv var siden  kun en smule over det normale niveau.

## Forhold til Kilauea
Kilauea ligger på Mauna Loas sydlige flanke, og oprindeligt troede man, det var en udløber af Mauna Loa. Men kemiske forskelle mellem lavaen fra de to vulkaner viser, at de har separate magmakamre, og de anses derfor også for separate vulkaner. Aktiviteten ved de to vulkaner ser dog alligevel ud til at hænge sammen.
Den mest tydelige sammenhæng mellem de to vulkaner er, at hver vulkans perioder med høj aktivitet generelt falder sammen med perioder med lav aktivitet hos den anden vulkan. For eksempel var Kilauea inaktiv mellem 1934 og 1952, mens Mauna Loa var meget aktiv (inklusiv det store udbrud i 1935); omvendt var Kilauea aktiv fra 1952 til 1974, mens Mauna Loa var inaktiv.
Mauna Loas udbrud i 1984 startede, mens et udbrud allerede var undervejs ved Kilauea, men havde øjensynlig ingen effekt på Kilaueas udbrud. Nogle gange ser udbrud ved den ene vulkan dog ud til at have indflydelse på aktivitet hos den anden. Den nylige udvidelse af Mauna Loas top begyndte samme dag som en stor ny lavastrøm brød ud ved Kilaueas krater, og geologer har foreslået, at en "puls" af magma på vej ind i Mauna Loas magmaskakter kan have øget trykket inde i Kilauea og indirekte udløst dens udbrud.

## Farer
Vulkanske udbrud i Hawaii forårsager sjældent dødsfald – det eneste dødsfald i øgruppen i de seneste 100 år fandt sted ved Kilauea i 1924, da et usædvanligt eksplosivt udbrud kastede sten mod tilskuere og dræbte en af dem. Til gengæld er materiel skade almindelig. Mauna Loa er med i "Decade Volcano"-sikkerhedsprogrammet, hvilket betyder, at den er blevet udpeget som særlig vigtig at studere, især set i lyset af dens hyppige udbrud tæt på befolkede områder. Mange byer tæt på vulkanen er bygget på lava, som er lagt indenfor de seneste 200 år, og der er stor risiko for at fremtidige udbrud vil beskadige beboede områder.

### Lavastrømme
Den største vulkanske fare ved Mauna Loa er lavastrømme. De fleste strømme løber i gåtempo og udgør ikke den store fare for menneskeliv, men udbrud ved Mauna Loa kan være mere intense end ved Kilauea; for eksempel udsendte udbruddet i 1984 lige så meget lava på tre uger, som Kilauea udsendte på tre år. Så hurtig udsendelse af lava kan danne lavastrømme, der bevæger sig relativt hurtigt.
To udbrud af Mauna Loa har ødelagt landsbyer. I 1926 blev landsbyen Hoʻōpūloa Makai ramt af lavastrømme, mens den største mængde lava nogensinde observeret ved Mauna Loa sendte lavastrømme mod havet og landsbyen Hoʻokena Mauka, der blev ødelagt 2. juni 1950 af lavastrømmen.
Hilo er delvis bygget på en lavastrøm fra et udbrud i 1880 og risikerer at blive ramt af senere lavastrømme. Det korte udbrud i 1984 sendte lavastrømme mod Hilo, men de havde endnu ikke nået nogen bygninger, da udbruddet stoppede.
Når lavastrømme størkner på ydersiden, men bliver ved med at strømme i det indre, dannes der lavatunneller, som der findes mange af på Hawaii.

### Flankekollaps
En større, men sjældnere fare ved Mauna Loa er muligheden for et stort, pludseligt kollaps af vulkanens sider. Dybe, geologiske forkastninger lader store dele af siderne af Hawaiis vulkaner glide nedad langsomt. Sommetider kan et større jordskælv udløse et kollaps af siderne og skabe voldsomme jordskred, der kan udløse en tsunami. Kealakekua-bugten på den vestlige side af Mauna Loa blev skabt på den måde. Opmåling af havbunden har afsløret utallige landskred langs Hawaii-kæden, og man kender to kæmpetsunamier, som har fundet sted: for 200.000 år siden oplevede Molokaʻi en flodbølge på 75 meter, og for 100.000 år siden ramte en 325 meter høj tsunami Lānaʻi.
Et nyligt eksempel på risiciene forbundet med sænkninger fandt sted i 1975, da Hilina-sænkningen pludselig bevægede sig flere meter fremad. Et jordskælv på 7,2 på Richterskalaen var resultatet, og det udløste en mindre tsunami med bølger på nogle få meters højde.

## Overvågning
Mauna Loa er en vulkan der overvåges intenst. Hawaii-vulkanobservatoriet blev etableret i 1912 for at overvåge vulkanerne på Hawaii, og det har udviklet mange teknikker til at forudsige hvornår udbrud af Mauna Loa og andre vulkaner er nært forestående.
Et af de vigtigste redskaber er seismometri. Mere end 60 seismometre på Hawaiis hovedø måler intensiteten og placeringen af flere hundrede små jordskælv hver uge. Frekvensen af jordskælv kan stige flere år, før et udbrud går i gang; øget seismisk aktivitet i dybder ned til 13 km gik forud for udbruddene i 1975 og 1984.
En anden type seismisk aktivitet foregår i timerne før et udbrud. Såkaldte vulkanske rystelser er konstant "rumlen" til forskel fra normal aktivitet, der består af pludselige chok. De vulkanske rystelser menes at være forårsaget af magma, der bevæger sig hurtigt under jorden. Vulkanske rystelser indikerer normalt et nært forestående udbrud, selvom de også kan forårsages af magma, der flyder op i magmakamre tæt på overfladen uden at nå til et udbrud ved overfladen.
En anden vigtig indikator for, hvad der foregår under jorden, er vulkanens form. Tiltmetre måler meget små ændringer i bjergets profil, og følsomt udstyr måler afstanden mellem punkter på bjergsiden. Efterhånden som magma fylder magmakamrene under toppen og spaltezonerne, udvides bjerget. En landmålingslinje på tværs af calderaen målte en stigning i dens bredde på 7,6 cm i året op til udbruddet i 1975, og en lignende udvidelse før udbruddet i 1984.

## Observatorier
Mauna Loas placering og højde har gjort det til et vigtigt sted for målinger af atmosfæren af forskellige videnskabelige organisationer. Mauna Loa-solobservatoriet (MLSO), som ligger i 3,4 kilometers højde på vulkanens nordside, har længe været en vigtig kilde til måling af Solen. NOAAs Mauna Loa-observatorium (MLO) ligger tæt på MLSO. Fra dets position et godt stykke over lokale menneskeskabte påvirkninger måler MLO den globale atmosfære, inklusive koncentrationen af drivhusgassen kuldioxid. Målingerne tilpasses for at kompensere for lokal udgasning af CO2 fra vulkanen.

## Eksterne links
- Wikimedia Commons har flere filer relateret til Mauna Loa
- United States Geological Survey information page Arkiveret 17. november 2014 hos  Wayback Machine
- VolcanoWorld information Arkiveret 29. oktober 2007 hos  Wayback Machine
- Hawaii Center for Volcanology pages
- Global Volcanism Program entry Arkiveret 14. maj 2013 hos  Wayback Machine
- Mauna Loa Observatory (MLO) – NOAA
  - History of MLO CO2 measurement – MLO/NOAA
- Mauna Loa Solar Observatory (MLSO) Arkiveret 18. marts 2015 hos  Wayback Machine
- 1934 USGS color video (silent) of Mauna Loa erupting

19°29′N 155°36′V / 19.48°N 155.6°V